# Alternatywna Demokratyczna Partia Reform
Alternatywna Demokratyczna Partia Reform (luks. Alternativ Demokratesch Reformpartei, fr. Parti réformiste d'alternative démocratique, niem. Alternative Demokratische Reformpartei, ADR) – luksemburska prawicowa, konserwatywna partia polityczna, powstała jako ugrupowanie reprezentujące interesy emerytów. Należy do Partii Europejskich Konserwatystów i Reformatorów.
Partia została powołana 12 maja 1987 jako Aktiounskomitee 5/6 Pensioun fir jiddfereen, żądając przyznania wszystkim emerytur w wysokości 5/6 ostatniego wynagrodzenia. Dwa lata później ADR wprowadziła po raz pierwszy swoich czterech przedstawicieli do Izby Deputowanych, od tego czasu stając się partią parlamentarną, nigdy jednak nie uczestnicząc w koalicjach rządzących. Z ugrupowania monotematycznego ewoluowała w kierunku partii konserwatywnej i eurosceptycznej.

## Przewodniczący
- 1987–1989: Gaston Gibéryen
- 1989–1991: John Bram
- 1991–2012: Robert Mehlen[2]
- 2012–2012: Fernand Kartheiser
- 2012–2013: Robert Mehlen
- 2013–2022: Jean Schoos
- 2022–2024: Fred Keup[3]
- od 2024: Alexandra Schoos[4]

## Wyniki wyborów parlamentarnych
- 1989 – 7,9% głosów i 4 mandaty
- 1994 – 9,0% głosów i 5 mandatów
- 1999 – 11,3% głosów i 7 mandatów
- 2004 – 9,9% głosów i 5 mandatów
- 2009 – 8,1% głosów i 4 mandaty
- 2013 – 6,6% głosów i 3 mandaty[5]
- 2018 – 8,4% głosów i 4 mandaty[6]
- 2023 – 9,3% głosów i 5 mandatów[7]